# Power Rangers: Lost Galaxy
Power Rangers: Lost Galaxy (vaak PRLG genoemd) is de naam van het zevende seizoen van de Power Rangers serie. Dit seizoen werd in 1999 uitgezonden en bestond uit 45 afleveringen. Power Rangers Lost Galaxy was gebaseerd op de Japanse Sentai serie Seijuu Sentai Gingaman
Power Rangers: Lost Galaxy was het eerst Power Rangers seizoen dat geen vervolg was op het vorige seizoen, maar een met een compleet nieuw team, verhaal en thema. Wel bevatte PRLG nog een hoop verwijzingen naar het vorige seizoen.

## Verhaallijn
In de nabije toekomst gaat de mensheid op zoek naar andere planeten om de koloniseren. De enorme ruimtekolonie Terra Venture staat op het punt te vertrekken. De avontuurlijke Leo Corbett gaat als verstekeling mee aan boord. Op een trainingsmissie ontdekken Leo, zijn broer Mike en Kendrix een poort die toegang geeft tot een ander sterrenstelsel. Uit de poort komt een vrouw genaamd Maya, die Leo en zijn team om hulp vraagt. Haar planeet Mirinoi wordt op dat moment aangevallen door een zekere Scorpius. De drie gaan met haar mee. Ook Kai en de monteur Damon volgen hen in het schip van de Space Rangers.
Eenmaal op Mirinoi trekken Mike, Kendrix, Maya, Kai en Damon de vijf legendarische zwaarden genaamd Quasor Sabers uit een steen. Mike valt echter in een kloof gemaakt door Scorpius' generaal Furio. Hij kan nog net zijn zwaard doorgeven aan Leo. De vijf veranderen door de zwaarden in Power Rangers en verslaan Scorpius' soldaten. Furio versteent de hele planeet, maar de vijf weten nog te ontsnappen met het Megaschip. Ze keren terug naar Terra Venture, maar Scorpius volgt hen in zijn schip, de Scorpion Stinger.
Later bevrijden de Rangers vijf enorme beesten genaamd de Galactabeasts, die door Scorpius waren gevangen. Zij worden de Zords van de Rangers.
Een mysterieuze krijger genaamd Magna Defender verschijnt plotseling op Terra Venture. Hij beweert op een missie te zijn om wraak te nemen op Scorpius omdat die zijn zoon Zika heeft vermoord. Hij is net zoals de Rangers op zoek naar de Lights of Orion. Deze vallen echter in handen van de Rangers. Later blijkt dat Magna Defender opgesloten zat in dezelfde kloof op Mirinoi als waar Mike in viel. Magna Defener absorbeerde Mikes ziel om te kunnen ontsnappen. Hij laat Mike later vrij en offert zichzelf op om Terra Venture te redden. Hij geeft hierna zijn krachten door aan Mike zodat die de nieuwe Magna Defender kan worden.
Ondertussen zijn er enorme veranderingen op til voor de bemanning van de Scorpion Stinger. Eerst vlucht Trakeena, Scorpius' dochter, weg omdat ze weigert in een insect te worden veranderd. Vervolgens verschijnt Deviot die Scorpius zijn diensten aanbiedt. Hij brengt ook drie nieuwe Zords mee – Centaurus, Stratoforce en Zenith. De Rangers ontdekken dat deze Zords eigenlijk de vermiste Galactabeasts zijn. Ze slagen erin de Zords naar hun kant te halen. Deviot smeedt hierop het plan om Scorpius te laten vermoorden door de Rangers zodat hij zijn plaats kan innemen. Zijn plan werkt, maar Trakeena keert plotseling terug en neemt zelf het commando over de Scorpion Stinger over. Ze is inmiddels getraind door nieuwkomer Villamax tot een sterke krijger.
Deviot bemachtigt de data kaarten van de Psycho Rangers en brengt hen weer tot leven. De galaxy Rangers krijgen hulp van de Space Rangers in hun gevecht met de Psycho Rangers. Echter, de roze Psycho Ranger slaagt erin Kendrix te doden. Haar plaats wordt ingenomen door Karone, de zus van de Rode Space Ranger Andros.
Deviots honger naar macht brengt hem bij het Galaxy boek. Hij gebruikt een van de spreuken om Terra Venture naar het verloren sterrenstelsel te transporteren. Hier krijgen de Rangers te maken met een nieuwe vijand, Kapitein Mutany.
De Rangers weten Terra Venture weer uit het verloren sterrenstelsel te halen met het Galaxy boek. Kapitein Mutany volgt hen, maar wordt vernietigd door Trakeena. Deviot ontsnapt en fuseert met Trakeena die hierdoor nog meedogenlozer wordt dan eerst. Ze opent de aanval op Terra Venture waardoor deze neerstort op de maan van een vreemde planeet. Daar volgt de eindconfrontatie tussen haar en de Rangers.
Daar Terra Venture niet meer verder kan vliegen evacueren de bewoners naar de nieuwe planeet. Dit blijkt Mirinoi te zijn. De Rangers plaatsen de Quasor Sabers terug in de steen waar ze eerst in zaten. De zwaarden veranderen Maya's volk weer terug (die waren nog steeds versteend door Furio), en brengen Kendrix weer tot leven.

## Karakters

### Galaxy Rangers
- Leo Corbett/Rode Galaxy Ranger: Leo gaat als verstekeling aan boord van Terra Venture vanwege het avontuur. Hij volgt Mike en Kendrix, tegen Mikes verbod in, naar de planeet Mirinoi. Daar neemt hij Mikes plaats in als de Rode Ranger nadat Mike in een kloof valt.
- Kai Chen/Blauwe Galaxy Ranger: Kai is een soldaat aan boord van Terra Venture. Nadat Mike, Kendrix en Leo Maya volgen naar Mirinoi gaat hij hen achterna in het Megaschip, dat als museumstuk ten toon werd gesteld op Terra Venture. Kai werkt graag volgens het boekje en ligt daardoor vaak overhoop met Leo.
- Damon Henderson/Groene Galaxy Ranger: de monteur aan boord van het Megaschip. Hij gaat met Kai mee naar Mirinoi omdat hij de enige is die het Megaschip kan besturen. Door zijn kennis van het schip, dat later een belangrijk onderdeel wordt van de Rangers' arsenaal, is hij een waardevol lid van het team.
- Kendrix Morgan/Roze Galaxy Ranger I: Kendrix is een wetenschapper en het brein van de groep. Ze is constant op zoek naar informatie en kan niet wachten op de dag dat Terra Venture de nieuwe wereld bereikt. In het gevecht met de Psycho Rangers offert ze zichzelf op om Terra Venture te redden van een energiestorm gemaakt door de Roze Psycho Ranger. Ze komt aan het eind van de serie weer tot leven.
- Maya/ Gele Galaxy Ranger: een inwoonster van de planeet Mirinoi. Ze is al sinds ze een kind was op de hoogte van de legende van de Quasor Sabers. Ze ontmoet de anderen aan boord van Terra Venture en sluit zich bij hen aan nadat Furio de planeet Mirinoi versteent.
- Karone/ Roze Galaxy Ranger II: voorheen bekend als Astronema, de prinses van het kwaad. Ze sluit zich aan bij het Galaxy Ranger team nadat ze Kendrix Quasor Saber vindt op de planeet Onyx.

### Magna Defender
- Magna Defender: deze mysterieuze krijger verscheen plotseling op Terra Venture. Hij blijkt later Mikes ziel te hebben geadsorbeerd in de kloof op Mirinoi. Hij offert zichzelf op om Terra Venture te redden.
- Mike Corbett / Magna Defender II: Mike is Leo's oudere broer en soldaat op Terra Venture. Hij trok de rode Quasor Saber uit de steen op Mirinoi, maar geeft hem aan Leo wanneer hij in een kloof valt. Hij wordt gered door de Magna Defender die zijn ziel adsorbeert. Nadat Magna Defender zichzelf opoffert komt Mike weer vrij. Hij krijgt daarna de krachten van de Magna Defender doorgegeven en wordt de nieuwe Magna Defender. Hij verliest zijn krachten nadat hij ze opoffert om Terra Venture uit het verloren sterrenstelsel te helpen.

### Hulp
- Alpha 6: na het avontuur met de Space Rangers bleef Alpha 6 aan boord van het Megaschip als toerleider voor de mensen die het schip bezoeken. Hij werkt later voor het nieuwe ranger team als adviseur.
- Commander Stanton: de commandant van Terra Venture.
- Bulk & Professor Phenomenus: zij werden ook uitgenodigd om mee te gaan op de reis van Terra Venture. Ze werken in een café aan boord.
- Power Rangers: In Space: helpen de Galaxy Rangers om de Psycho Rangers te verslaan.

### Vijanden

#### Scorpius & Trakeena
- Scorpius: een spinachtig insect en de leider van de Scorpion Stinger. Hij valt Mirinoi aan om de Quasor Sabers te bemachtigen. Later wil hij de Lights of Orion. Hij sterft in een gevecht met de Rangers nadat Deviot hem met een list naar Terra Venture lokt.
- Trakeena : Scorpius dochter. Hoewel haar vader een insect is, is Trakeena menselijk. Ze vlucht weg van de Scorpion Stinger wanneer haar vader haar ook in en insect wil veranderen met een cocon. Ze ontmoet de krijger Villamax die haar leert vechten en ze keert terug naar de Scorpion Stinger om het bevel over te nemen na haar vaders dood. Later fuseert ze met Deviot en ondergaat ze alsnog haar verandering tot insect. In deze nieuwe vorm vecht ze met de Rangers en wordt blijkbaar gedood. Ze overleeft het echter en keert weer terug in Power Rangers: Lightspeed Rescue.
- Furio: hij is Scorpius eerste generaal en verantwoordelijk voor de aanval op Mirinoi. Hij verandert de gehele planeet in steen. Door zijn vele mislukkingen wordt hij verbannen door Scorpius. Hij sterft wanneer hij zichzelf opblaast in een poging de Rode Ranger te doden.
- Treacheron: een samoeraikrijger en Scorpius' tweede generaal. Hij had de opdracht de Lights of Orion te zoeken. Hij was ook verantwoordelijk voor het opsluiten van de Magna Defender. Door Trakeena's toedoen wordt Treacheron uiteindelijk beschuldigd van verraad. Hij sterft in een 1 tegen 1 duel met de Rode Ranger in een poging zijn loyaliteit aan Scorpius te bewijzen.
- Deviot: een op macht beluste verrader die alleen zichzelf dient. Hij biedt Scorpius zijn diensten aan als generaal, maar misbruikt zijn machtspositie om Scorpius naar zijn ondergang te lokken. Na Trakeena's terugkeer probeert hij zichzelf van haar te ontdoen, maar zonder succes. Deviot transporteert Terra Venture naar het verloren sterrenstelsel met een spreuk uit het Galaxy Boek. Hier sluit hij zich aan bij Kapitein Mutany. Na zijn terugkeer op de Scorpion Stinger fuseert hij met Trakeena.
- Villamax: Hij ontmoet Trakeena op de planeet Onyx. Hij traint haar om een sterke krijger te worden. Villamax vecht altijd met eer en houdt zich aan zijn woord, zelfs tegenover vijanden. Nadat Trakeena en Deviot fuseren en de nieuwe Trakeena een brute aanval opent op Terra Venture weigert Villamax hieraan mee te doen. Hierop vernietigt Trakeena hem.
- Kegler: Villamax’ assistent.
- Psycho Rangers: zij werden door de Space Rangers veranderd in data kaarten, maar worden door Deviot weer tot leven gebracht om de Galaxy Rangers te verslaan. Ze worden vernietigd door de Space en Galaxy Rangers.
- Stingwingers: Scorpius' insectachtige soldaten.

#### Kapitein Mutany
- Kapitein Mutany: Mutany is de leider van een groep ruimtepiraten die alle schepen die het verloren sterrenstelsel binnengaan enteren en de bemanning als slaven laten werken. Zijn schip is een kasteel op de rug van de Titanisaur. Hij probeert ook Terra Venture te veroveren. De Rangers weten uiteindelijk al zijn slaven te bevrijden en met hen naar Terra Venture te vluchten. Mutany en zijn bemanning worden gedood door Trakeena wanneer ze Terra Venture volgen als die het verloren sterrenstelsel weer verlaat.
- Barbarax: kapitein Mutany's rechterhand. Hij komt om in de vernietiging van Mutany's kasteel door Trakeena.
- Swabbies: Mutany's soldaten
- Titanisaur: dit dinosaurusachtige monster dient als Mutany's schip. Hij kan zwemmen en door de ruimte vliegen. De Titanisaur wordt vernietigd door de Rangers.

## Zords
De galacta beast zijn vijf enorme beesten die waren gevangen door Scorpius, totdat ze werden bevrijd door de Rangers.
- Lion Galactabeast/zord (Rood/Leo)
- Condor Galactabeast/zord (Groen/Damon)
- Gorilla Galactabeast/zord (Blauw/Kai)
- Wolf Galactabeast/zord (Geel/Maya)
- Wildcat Galactabeast/zord (Roze)(Kendrix/Karone)
  - Galaxy Megazord: de combinatie van de vijf Galacabeast. De Galaxy Megazord is gewapend met een zwaard. Later, wanneer de Rangers de kracht van de Lights of Orion krijgen, krijgt de Galaxy Megazord ook een power-up.

- Torozord: de stier-achtige Zord van Magna Defender, en later Mike. Torozord is in staat Magna Defender te laten groeien tot de Mega Defender. In deze vorm kan Magna Defender combineren met Torozord tot de Defender Torozord, gewapend met een lans. Later krijgt Defender Torozord ook de mogelijkheid een bijl op te roepen als wapen. Torozord wordt vernietigd wanneer Mike hem gebruikt om de poort waarlangs Terra Venture het verloren sterrenstelsel wil verlaten open te houden.

- Centaurus Megazord: oorspronkelijk de Rhino Galactabeast, een van de drie Galactabeast die 3000 jaar geleden werden gevangen door Deviot en omgebouwd tot sterkere robots. Centaurus is gewapend met een laser en bestaat uit vijf losse Zords gebaseerd op landvoertuigen. Hij wordt vernietigd in het laatste gevecht met Trakeena's stingwinger leger.
  - C1 Zord (raceauto)
  - C2 Zord (tank)
  - C3 Zord (zwarte hijskraan)
  - C4 Zord (rode auto)
  - C5 Zord (lang rood voertuig)
- Stratoforce Megazord: oorspronkelijk de Phoenix Galactabeast, een van de drie Galactabeast die 3000 jaar geleden werden gevangen door Deviot en omgebouwd tot sterkere robots. Stratoforce bestaat uit vijf losse Zords gebaseerd op vliegtuigen en is gewapend met een boemerang. Hij wordt vernietigd in het laatste gevecht met Trakeena's stingwinger leger.
  - S1 Zord (blauwe jet met enorme motoren aan beide kanten)
  - S2 Zord (blauwe jet met een rugvin)
  - S3 Zord (tank jet)
  - S4 Zord (blauwe jet met lage vleugels)
  - S5 Zord (blauwe jet met hoge vleugels)
- Zenith Carrierzord: ooit de shark Galactabeast, een van de drie Galactabeast die 3000 jaar geleden werden gevangen door Deviot en omgebouwd tot sterkere robots. Hij doet dienst als transport zord van Centaurus en Stratoforce.

## Titelsong
Gezongen door Jeremy Sweet 

Geschreven door Jeremy Sweet 

Gecomponeerd door Lior Rosner en Jeremy Sweet 

Power Rangers Lost, Lost Galaxy... 

Far, Far away 

Deep in space 

To a Galaxy you’ll go 

Power Rangers, go! 

Power Rangers, go! 

Power Rangers, go! 

There, lies a key 

To the answer and the powers, 

you will know 

Power Rangers, Go! 

Power Rangers, Go! 

Power Rangers, Go! 

Rangers, turn on the Power 

Power Rangers, Lost, Lost, Lost Galaxy 

Turn on the Power 

Power Rangers, Lost, Lost, Lost Galaxy 

Turn on the Power 

Power Rangers, Lost, Lost, Lost Galaxy 

Go! 

Power Rangers Lost Galaxy! 

## Trivia
- Power Rangers: Lost Galaxy heeft het hoogste dodental onder de hoofdkarakters: Magna Defender, Zika, Scorpius, Furio, Treacheron, Villamax, The Guardian, Loyax, Trakeena (hoewel zij terugkeert in Power Rangers: Lightspeed Rescue), Deviot, Kapitein Mutiny, Barbarax, Stratoforce Megazord, Centaurus Megazord, Kegler, DECA, Mike, en Kendrix (the laatste twee kwamen later weer terug).
- Dit is de enige Power Rangers serie die zich, op de eerste aflevering na, niet hoofdzakelijk afspeelt op Aarde.
- Kendrix is de eerste Power Ranger die sterft. Dit was gedaan omdat de actrice die haar speelde, Valerie Vernon, in het ziekenhuis moest worden opgenomen in verband met leukemie.
- Hoewel Furio niet voorkwam in Seijuu Sentai Gingaman is hij geen origineel Amerikaans personage. Hij is overgenomen uit de vorige Sentai serie Denji Sentai Megaranger. Zijn Sentai tegenhanger uit die serie was de monstervorm van Dr. Hinera.
- Sinds het uitkomen van Lost Galaxy is er een discussie gaande over de vraag of Mike als Magna Defender wel of niet als zesde Ranger van het team kan worden beschouwd. Voorstanders zeggen van wel omdat hij een morpher gebruikt en een zord heeft, maar tegenstanders zeggen van niet omdat hij een gepantserd pak draag in plaats van spandex en hij in de serie nooit een Ranger wordt genoemd.
- Dit is de enige serie waarin de Rangers geen mentor hebben.
- Dit was de tweede serie waarin het gehele team een power-up krijgt. In dit geval in de vorm van de Lights of Orion.
- Mike/Magna Defenders Sentai tegenhanger Hyuga/Black Knight gebruikte geen morpher om te veranderen. Magna Defenders morpher is overgenomen uit de Sentai serie Gosei Sentai Dairanger
- Dit is de laatste serie met een Alpha robot. Een uitzondering is de “Power Rangers: Wild Force” aflevering Forever Red waarin de robot Alpha 7 voorkomt. Ook in de aflevering Once a Ranger (Power Rangers: Operation Overdrive) komt een Alpha robot voor; wanneer de zoon van Zedd en Rita een breuk doet ontstaan in het Universal Morphing Grid heractiveert Adam, de zwarte Mighty Morphin Power Ranger, Alpha 6 om de breuk te herstellen en zo de Power Rangers hun krachten terug te geven. (Zowel Forever Red als Once a Ranger waren zogenaamde tribute-afleveringen om de resp. tiende en vijftiende verjaardag van de Power Rangers te vieren)